# Спорт (футбольный клуб, Санкт-Петербург)
«Санкт-Петербургский кружок любителей спорта» (СПБ КЛС, КЛС) или просто «Спорт» — спортивный клуб из Санкт-Петербурга, основанный в 1888 году. Объединял спортсменов-любителей, занимавшихся лёгкой атлетикой, лыжным спортом, велогонками, спортивными играми. Широко известен своей футбольной командой, организованной в 1897 году, многократно становившейся в начале XX века чемпионом города, которая была возрождена в 2020 году.

## Основание
Основан в деревне Тярлево (около Павловска) детьми дачников. Первоначально назывался «Общество любителей бега» и проводил занятия по лёгкой атлетике на дорожках Царскосельского ипподрома под названием «Тярлевское дерби». Позднее члены кружка стали заниматься спортом не только на дачах, но и в Петербурге, в парке на Петровском острове, став «Петровским обществом любителей бега». 15 июня 1896 года клуб был официально зарегистрирован под названием «Санкт-Петербургский кружок любителей спорта» (сокращённо именовался КЛС — «ка-эл-эс» или просто «Спорт»).
Основателем и идеологом клуба был П. П. Москвин, первым председателем в 1896 году был избран А. П. Лебедев. В деятельности кружка также принимал участие в будущем известный популяризатор и организатор футбола Г. А. Дюперрон. Клуб финансировался князем Белосельским-Белозерским.

## Футбол

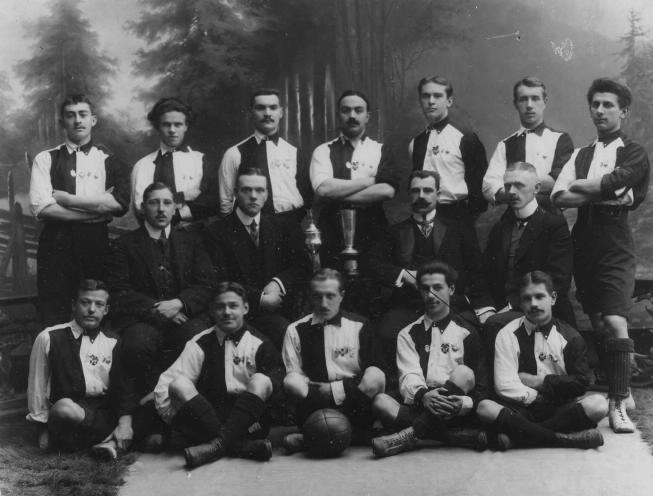
Футбольная команда КЛС в 1913 году

Футбольная команда КЛС была организована в 1897 году. Первоначально занятия футболом проходили в конном манеже у реки Ждановки, арендуемого у «Васильеостровского кружка велосипедистов», позднее — на площадке Каменноостровского велотрека. 24 сентября (12 по стар.ст.) 1897 года прошёл первый в истории российского футбола зафиксированный и проанонсированный спортивной печатью матч футбольных команд — «Санкт-Петербургского кружка любителей спорта» («Спорт») и «Василеостровского общества футболистов». Победу одержали василеостровцы — 6:0. Дата этого матча стала официальным днём рождения Российского футбола.
В 1900 году клубом был арендован участок земли на Крестовском острове, где был оборудована спортивная площадка, теннисный корт, а также футбольное поле, окружённое беговой дорожкой.
В чемпионате Санкт-Петербурга выступала в высшей лиге (1902-18, 1922, 1923). Чемпион города 1908, 1909, 1910, 1913, 1914, 1922. 2-й призёр чемпионата 1912, 1915, 1923. 3-й призёр 1903, 1907, 1911. Обладатель Весеннего кубка 1914, 1916, 1922. С середины 1900-х в команде стали появляться сильные игроки не только из российских клубов, но и из других стран (Англии, Дании, Финляндии; среди них Христиан Морвиль — игрок сборной Дании на Олимпийских играх-1912, финн Б. Виберг, также участник Игр).
«Спорт» — рекордсмен по числу международных встреч в дореволюционном футболе, которые он начал проводить с 1907 года, в том числе с «Коринтиансом» (Прага, Чехия) в 1910 г. (0:6), со сборной Лейпцига (1:4) и Будапешта (3:2) в 1913, с клубом «Цивил сёрвис» (Эдинбург, Шотландия) в мае 1914 (0:3). Команда отличалась подчёркнутой рациональностью действий, стремилась действовать просто и надёжно, хотя игрокам обороны не всегда удавался отбор мяча у соперников в рамках правил.
В 1920—1921 годах команда называлась «Скорая помощь».
В 1924-1926 годах команда играла под названием «Петроградский район», успев 3 раза стать чемпионом города.
В сборной России (1912—1913 гг.) выступали Н. Громов, И. Егоров, В. Марков, Г. Никитин, П. Сорокин, А. Суворов, А. Уверский. В клубе «Спорт» играл отец российского футбола Г. Дюперрон. Другие известные игроки в истории команды: А. Вейвода, П. Нагорский, П. Батырев, К. Егоров, П. Ежов.
В 2020 году ФК «Спорт» был возрожден энтузиастами и снова выступает в чемпионате Санкт-Петербурга.

## Достижения
- Чемпион города (Петрограда, Санкт-Петербурга) (6): 1908—1910, 1913, 1914, 1922 гг.
- Вице-чемпион города (Петрограда, Санкт-Петербурга) (3): 1912, 1915, 1923, гг.
- Весенний кубок города (5): 1909 (команда Б), 1910, 1914, 1916, 1922.
- Бронзовый призер Чемпионата Санкт-Петербурга по футболу среди мужских команд первой лиги сезона 2022.

## Прочее
- В разное время Санкт-Петербурге существовали команды «Спорт» и «Спорт-1897», а также ДЮСШ «Спорт»;

- В 2020 году название «С.П.Б.К.Л.С.» взяла петербургская команда «Маркет Света» — победительница Первенства МРО «Северо-Запад» (III дивизион) 2019[3][4].